# Dagmar Schmidt (Politikerin, 1948)

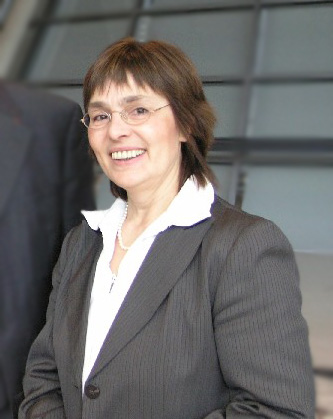
Dagmar Schmidt im März 2005

Dagmar Schmidt, geborene Zacharzewski, (* 8. April 1948 in Herten; † 9. November 2005 in Siegen) war eine deutsche Politikerin (SPD) und von 1994 bis zu ihrem Tod Mitglied des Deutschen Bundestages.

## Leben und Beruf
Nach dem Besuch eines Mädchen-Gymnasiums in Wanne-Eickel machte Dagmar Schmidt eine Ausbildung zur Fotografin, die sie mit dem Gesellenbrief beendete. Anschließend absolvierte sie ein Lehramtsstudium der Fächer Kunst und evangelische Religion. Bis 1994 war sie als Lehrerin an der Realschule der Gemeinde Bestwig tätig. Sie erlag im Alter von 57 Jahren nur wenige Tage nach der Diagnose einem Hirntumorleiden.
Dagmar Schmidt war mit Reinhard Schmidt (* 26. Oktober 1946, † 9. Mai 2025), von 1999 bis 2014 Vorsitzender der SPD-Fraktion im Rat der Stadt Meschede, verheiratet. Aus der Ehe ging ein Sohn, Patric,  hervor.

## Partei
Sie war seit 1971 Mitglied der SPD. Seit 1987 gehörte sie dem Vorstand des SPD-Unterbezirks Hochsauerland an und war dort ab 2003 stellvertretende Vorsitzende.

## Abgeordnete
Seit 1977 gehörte Dagmar Schmidt dem Rat der Stadt Meschede an. Hier war sie u. a. Vorsitzende des Kulturausschusses, stellvertretende Fraktionsvorsitzende und von 1989 bis 1994 stellvertretende Bürgermeisterin. 1995 legte sie ihr Ratsmandat nieder.
Von 1994 bis zu ihrem Tode war sie Mitglied des Deutschen Bundestages. Sie gehörte dem Ausschuss für wirtschaftliche Zusammenarbeit und Entwicklung an. Sie war stellvertretende Sprecherin der SPD-Bundestagsfraktion für wirtschaftliche Zusammenarbeit sowie stellvertretende Vorsitzende des Parlamentarischen Netzwerkes der UN-Konvention zur Bekämpfung der Wüstenbildung. Seit 2004 gehörte sie auch dem Vorstand der SPD-Bundestagsfraktion an.
Dagmar Schmidt setzte sich vor allem für die Verständigung von Israelis und Palästinensern ein. So war sie u. a. Sprecherin der SPD-Bundestagsfraktion für die Beziehungen zu Israel und Vorsitzende von Givat Haviva Deutschland, einer Organisation, die in Israel Projekte von jüdischen und arabischen Jugendlichen entwickelt und durchführt.
Dagmar Schmidt ist stets über die Landesliste Nordrhein-Westfalen in den Bundestag eingezogen.

## Ehrungen
Postum verlieh ihr die Organisation Givat Haviva Deutschland e. V. 2007 den Haviva-Reik-Friedenspreis als Anerkennung ihres Einsatzes für die Aussöhnung von Juden und Arabern. Während der Feierstunde wurde die Gründung der Dagmar-Schmidt-Stiftung aus dem Preisgeld im Rahmen der Organisation Givat Haviva bekanntgegeben. Gefördert werden israelische, arabische und deutsche Jugendliche und junge Erwachsene, die sich aktiv für die Verständigung im Nahen Osten einsetzen. Ihr Ehemann Reinhard Schmidt war bis zu seinem Tode 2025 Vorsitzender der Dagmar-Schmidt-Stiftung.